# Глубоководные

Иллюстрация к «Тень над Иннсмутом» в «Arkham House»

Глубоководные, глубинные (англ. Deep Ones) — вымышленные существа в произведениях американского писателя Говарда Филлипса Лавкрафта и последователей «Мифов Ктулху». Это раса гуманоидных амфибий, которые появляются в повести «Тень над Иннсмутом», а также ранее упоминались в рассказе «Дагон». Глубоководные — это раса разумных морских существ, приблизительно похожей формы с человеком, но с рыбьей внешностью. Они известны племенам островитян, которые отрезаны от остального человечества. Некоторые из них имеют более человеческий облик, благодаря чему регулярно вступают в связь с людьми, создавая детей гибридов. Потомки амфибий и людей рождаются людьми, и населяют города вдоль побережья, создавая сообщества гибридов, а в зрелом возрасте их дети начинают приобретать физиологические признаки амфибий, и уходят под воду.
С Глубоководными связаны многочисленные элементы «Мифов Ктулху», в том числе легендарный город Иннсмут, многомерный Р'льех, подводный город Й'ха-нтлей, «Эзотерический Орден Дагона» и существа, известные как Отец Дагон и Мать Гидра. Глубоководные появляются в Иннсмуте и соседних с ним городах, которые являются частью вымышленной «Страны Лавкрафта». После своего дебюта в произведении Лавкрафта морские существа вновь всплыли на поверхность в произведениях таких авторов, как Август Дерлет и Брайан Ламли.

## Описание

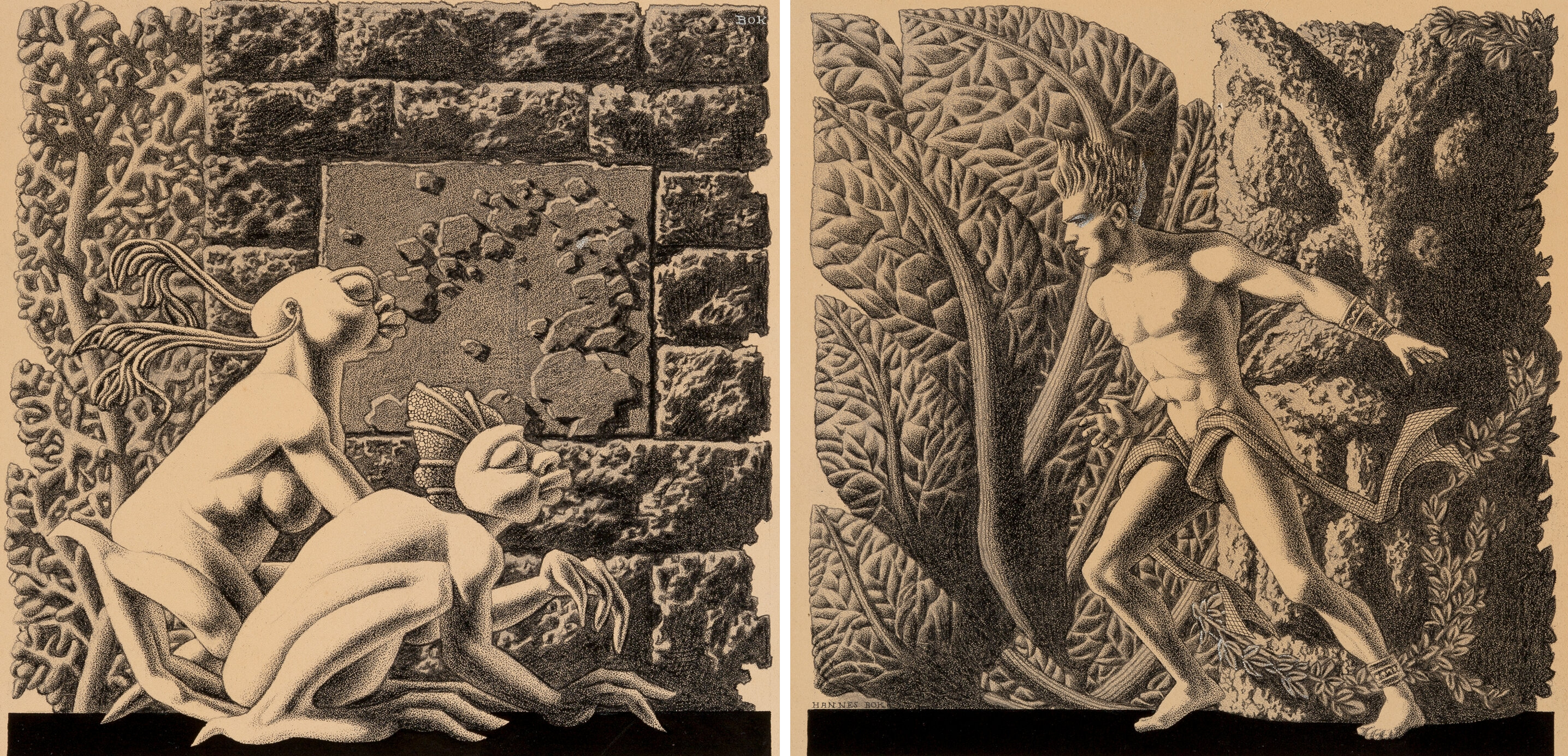
«Тень над Иннсмутом» Ханнес Бок

Лавкрафт приводит описание Глубоководных в повести «Тень над Иннсмутом»:
Мне показалось, что в своей массе они были серовато-зеленого цвета, но с белыми животами. Большинство из них блестели и казались осклизлыми, а края их спин были покрыты чем-то вроде чешуи. Очертаниями своими они лишь отдаленно напоминали антропоидов, тогда как головы были определенно рыбьи, с выпуклыми, даже выпученными глазами, которые никогда  не закрывались. Сбоку на их  шеях виднелись трепещущие жабры, а между отростками длинных лап поблескивали  натянутые перепонки. Они вразнобой подпрыгивали, отталкиваясь то двумя, а то всеми четырьмя конечностями, и я как-то даже обрадовался, что у них их было всего четыре. Их хриплые, лающие голоса, явно созданные для некоего подобия речи, несли в себе массу жутких и мрачных оттенков, с лихвой компенсировавших малую выразительность их лупоглазых морд.Г. Ф. Лавкрафт «Тень над Иннсмутом»
В рассказе «Дагон» Лавкрафт приводит описание гуманоидных амфибий и гигантских чудовищ:
Образы на барельефах изображали людей - или, по крайней мере, определенный род людей, хотя существа эти изображались то резвящимися, как рыбы, в водах какого-то подводного грота, то отдающими почести монолитной святыне, что тоже находилась под волнами. Я не отваживаюсь останавливаться подробно на их лицах и формах, ибо одно лишь воспоминание об этом может довести меня до обморока. Гротескные в такой степени, недоступной даже воображению По или Булвера, они были дьявольски человекоподобными в своих очертаниях, несмотря на перепончатые руки и ноги, неестественно широкие и отвислые губы, стеклянные выпученные глаза и другие особенности, вспоминать о которых мне и вовсе неприятно. Довольно странно, но они, похоже, были высечены почти без учета пропорции их сценического фона - так, одно из существ было изображено убивающим кита, который по величине едва превосходил китобоя.Г. Ф. Лавкрафт «Дагон»

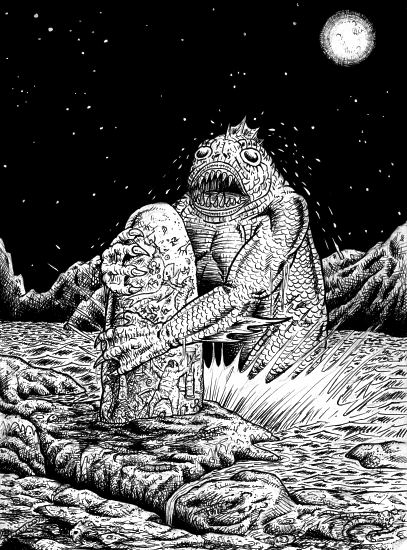
Рассказ «Дагон»

Глубоководные — раса морских существ с чертами гуманоидов и амфибий, смутно напоминающие гибрид рыбы и лягушки. Предпочитаемая среда обитания глубоко в океане (отсюда и их название). У них голубовато-серая окраска с более светлой кожей на животе. Плавают загребая перепончатыми лапами и гребнем на спине. Несмотря на то, что у них есть жабры, они могут дышать воздухом и подолгу находится на суше. Передвигаются на четвереньках, странно подпрыгивая, а иногда человеческим образом, но есть среди них и такие, которые вовсе не похожи на людей. Вблизи них стоит невыносимо тошнотворный запах. Эти существа разумны, у них есть развитая цивилизация. Живут они в подводных городах, пасут косяки рыб, изготавливают украшения из золота и белесоватого металла, которые якобы не плавятся. Глубоководные бессмертны и умирают лишь от несчастного случая. Вероятно, они родственны всем, кто живёт на суше, потому что все живое вышло когда-то из моря.
Лавкрафт разработал отдельную мифологическую базу о Глубоководных. Основная часть мифов известна со слов пьяницы Зедока Аллена, который смешивает в невежественной манере все, что ему известно из проповедей христианской и масонской церкви, а также языческих обрядов. В 1840-х годах капитан Абед Марш встретил Глубоководных на островах канаков, к востоку от Отахайт (англ. Otaheité). На острове находятся барельефы с изображением неведомых морских чудовищ и амулеты со свастикой, — похожие на идолы Понапе на Каролинских островах или Моаи на Острове Пасхи. Вулканический остров Глубоководных старше Потопа и поднялся с морского дна в результате землетрясения. В древности они обитали на суше, но потом ушли под воду, хотя их эволюция сокрыта мраком неизвестности. Глубоководные хотят вытравить людей, как это сделали «Древние» с «прежними существами». Им известны Шогготы. Изображения гигантских существ можно сравнить с ветхозаветными Исполинами, от которых произошли другие расы существ. Герой повести упоминает вавилонских чудищ, которые двигались процессией в сарабанде. Иннсмутцы называют их дьяволами и чертями из бездны на дне океана, где разверзлись врата ада.
Глубоководные общаются с людьми на языке жестов и издают квакающие, взлаивающие звуки, похожие на артикулированную речь. Иннсмутцы подражают их мрачному наречию, используя в английском те же мрачные оттенки выразительности, которые звучат странно. Лавкрафт упоминает название города Й'ха-нтлей (англ. Y'ha-nthlei) и имя Пфтьялйи (англ. Pth'thya-l'yi), а также фразу о Ктулху и Р'льех (на Акло).
Лавкрафт описывает несколько разных амфибий в своих рассказах. Существенная разница между ним заключается в том, что в рассказе «Дагон» амфибии огромного размера, а в «Тень над Иннсмутом» они размером с человека. Вероятно, некоторые особи могут достичь по истине гигантских размеров либо же это родственные им виды, которые могут вырасти до таких размеров. Глубоководные поклоняются Отцу Дагону и Матери Гидре, — они являются центральными божествами в Тайном Ордене Дагона. Однако, Зедок Аллен взывает к Ктулху. Эта деталь является одной из рудиментарных предпосылок, что Август Дерлет использовал для его идеи противостояния Древних и Старших Богов, чья мощная магия держит Глубоководных в узде.

### Отношения с людьми

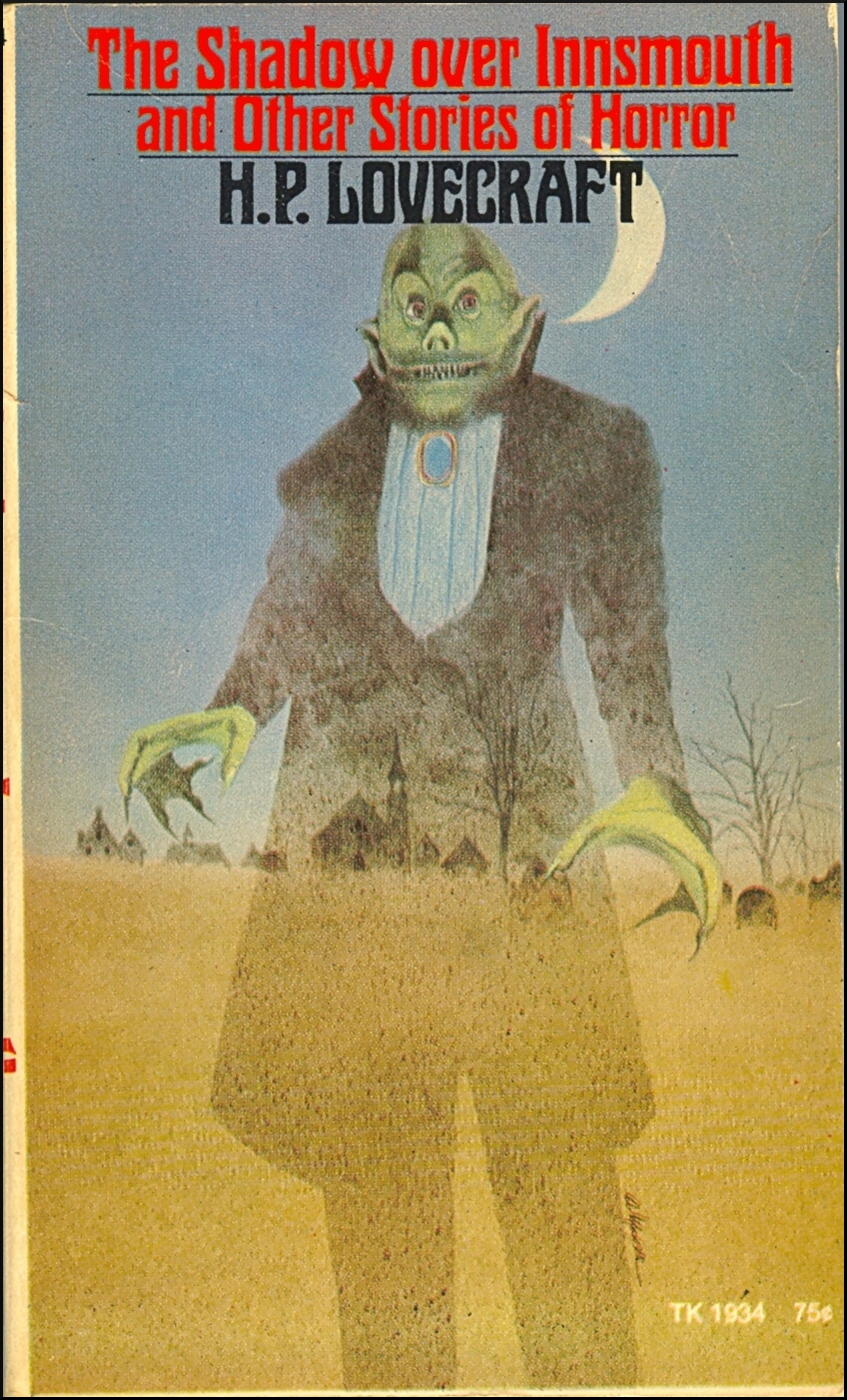
«H.P. Lovecraft. Scholastic Books» (1971). Рисунок Торн

Моряки заключили сделку с Глубоководными, которые обеспечивали им обильную рыбную ловлю и золотые украшения странной формы. Взамен, инсмутцы приносили им человеческие жертвоприношения и обещали «смешивание» — спаривание людей с Глубоководными. Лавкрафт обсуждал в письме идею того, что эти действия совершаются насильственно, но оставил эту идею. Дети рождённые между людьми и Глубоководными по началу выглядят как человеческие, но позже, около 30 лет, с ними постепенно начинают происходить физические перемены, сопровождающиеся пробуждением новых чувств, странными мечтами о подводных городах и желанием посетить приморские места. В конце концов, полукровки претерпевают метаморфозы, их кожа облезает, уши и нос рассасываются, а на шее прорезаются жабры, и они отправляются в море, чтобы занять подобающее ему место в подводном царстве. Некоторые полукровки скрывают одеждой свою рыбью внешность.
Трансформация обычно происходит, когда человек достигает среднего возраста. По мере того, как гибрид становится старше, он или она начинает приобретать так называемый «иннсмутский вид», и у него все больше, и больше проявляются признаки расы Глубоководных: уши сжимаются, глаза выпячиваются и становятся немигающими, голова сужается, и постепенно лысеет, кожа становится шероховатой, превращаясь в чешуйки, а на шее появляются складки, которые позже становятся жабрами. Когда гибрид приобретает слишком заметные нечеловеческие черты, то он скрывается подальше от посторонних. Причем, такая судьба ждет не только человека-полукровку, но и его детей (и частично — более отдаленных потомков). Некоторые метисы уже рождаются с признаками Глубоководных — и их превращение происходит намного быстрее. В конце концов, гибриды вынуждены уходить в море, чтобы жить с сородичами в одном из их подводных городов.
Некоторые гибриды не претерпевают метаморфозы, например, отец Асенат Уэйтли связан родством с Глубоководными. Брайан Ламли пишет, что ген пропускает поколение - только для того, чтобы проявиться в потомке.

Глубоководные устанавливают обширную сеть сторонников из числа людей (гибридных или иных), которые выполняют их волю и способствуют «исчезновению» тех, кто может разоблачить их, а также помогают человеческим гибридам «найти» свой путь к Глубоководным, когда с ними произойдут «изменения». Глубоководные могли явится на звук музыкальных инструментов, которые сами изготовляли и дарили людям.
Сопротивляться Ордену Дагона было бесполезно — их ведь там, под водой, целые полчища. Обычно они не поднимались на поверхность и не трогали людей, но если что-то понуждало их к этому, то тогда сладу с ними не было никакого. От нас требовалось только регулярно приносить им кого-нибудь в жертву. Наши дети никогда не умирали, а просто возвращались назад к матери Гидре и отцу Дагону, от которых мы все когда-то произошли... Йа! Йа! Ктулху Фхтагн! Пх'нглуи мглв'нафх Ктулху Р'льех вгах'нагл фхтагн!Г. Ф. Лавкрафт. «Тень над Иннсмутом».

### Тайный Орден Дагона
Марш основал «Тайный Орден Дагона» (англ. The Esoteric Order of Dagon) в Иннсмуте примерно в 1838 году, после того, как вернулся из Южных морей с их темной религией. Орден создан для координации отношений с Глубоководными, которые жили под рифом Дьявола, в подводном городе Й'ха-нтлеи. Орден быстро прижился из-за золота и рыбы. В конце концов, все стало настолько плохо, что в 1927 году правительство США направило полицию, чтобы задержать Марша и его культ.
Эзотерический Орден Дагона (который маскировался под местное масонское движение) обязывал сектантов принести три клятвы (это похоже на договор продажи души дьяволу). Лавкрафт не приводит разъясняет точно что это за тайны. Последователи «Мифов Ктулух» пишут, что первая была клятвой хранить тайну, вторая — клятвой верности, а третья — клятвой заключить брак с Глубоководным и родить или произвести на свет его ребёнка. Из-за последней клятвы межпородное скрещивание стало нормой в Инсмуте, что привело к широко распространенным уродствам и множеству полукровок.
Глубоководные религиозные существа, они поклоняются морским богам и проводят жертвоприношения. Центральными божествами, которым поклоняется Орден являются Отец Дагон и Мать Гидра, которых можно рассматривать в роли посредников между богами либо полубогов. Орден похищает людей и приносит всегда определённое число людей им в жертву. Сами Глубоководные тоже приносят собратьев в жертву «Морским богам» (англ. Sea-gods).
В 1846 году членов Ордена арестовали и жертвоприношения прекратились. Разъярённые Глубоководные вышли из океана и уничтожили жителей Иннсмута, не принадлежащих к Ордену, после чего их власть стала неограниченной. В 1927 полиция арестовала Маршей, а подводная лодка торпедировала риф Дьявола. В результате Й́'ха-нтлеи был повреждён, но не разрушен. Иннсмут, лишённый поддержки Глубоководных, пришёл в окончательный упадок, а Орден посчитали распущенным.
«Тайный Орден Дагона» можно сравнить с названиями трех популярных обществ в Массачусетс в 1920х годах: «Герметический Орден Золотой Зари» (англ. Hermetic Order of the Golden Dawn), «Орден Восточных Тамплиеров» (англ. Ordo Templi Orientis) и секта «Эзотерические знания и мудрость» (англ. Esoteric knowledge and wisdom sect). Уилл Мюррей пишет, что Дагон был известен в Массачусетс с колониальных времен США. В поселении Мерри-Маунт у горы Маунт-Дагон действовал флистимлянский культ Томаса Мортона. Несколько надгробий XVII века украшают фигурки Дагона, которые оставил резчик Дж.Н. Лавкрафт упоминает Томаса Мортона из Мерримаунта в письме Уилфреду Бланшу Талману от 24 марта 1931 года.

### Й'ха-нтлеи
«Циклопический и многоколонный Й'ха-нтлей» (англ. Y'ha-nthlei) — единственный город Глубоководных, названный Лавкрафтом. Он описывается как большой подводный мегаполис под Рифом Дьявола, недалеко от побережья Иннсмута, штат Массачусетс. Его точный возраст неизвестен, но говорят, что один житель жил здесь 80 000 лет. Роберт Прайс предполагает, что имя Й'ха-нтлей было вдохновлено персонажем лорда Дансени из рассказа «Йохарнет-Лахай» (англ. Yoharneth-Lahai) (1916), в котором появляется «бог маленьких мечтаний и фантазий», который «насылает маленькие мечты из Пеганы (вымышленного мира), чтобы доставить удовольствие людям Земли».

## В произведениях Лавкрафта
В рассказе «Дагон» (1917) описаны барельефы с изображением амфибий разной величины, а также упоминается Дагон из поэмы «Потерянный рай» Джона Мильтона.
В рассказе «Храм» (1920) подлодка находит затонувший город, а один из моряков плывёт в воде как амфибия.
В рассказе «Ужас в Ред Хуке» (1925) описана морская ведьма, а сектанты совершают жертвоприношение Великому священству, дарующему им могущество и блаженство в далёких землях.
В рассказе «Зов Ктулху» (1926) описан Р'льех в Тихом океане, где находятся циклопические руины, нечеловеческие иероглифы и Великий Жрец Ктулху.
В рассказе «Загадочный дом на туманном утёсе» (1927) Лавкрафт упоминает морских Гнорри, которые строят подводные лабиринты и проводят жуткие ритуалы в кругах из монолитов.

В повести «Сомнамбулический поиск неведомого Кадата» (1927) Лавкрафт описывает жабоподобных амфибии, которые живут на Луне в Стране снов:
В их облике не угадывалось ничего человеческого, это были исполинские серо-белые скользкие твари, которые сокращались и расширялись, и своими очертаниями - они постоянно меняли форму - были похожи на безглазых жаб с непрестанно вибрирующими короткими розовыми щупальцами на конце тупой морды. Эти твари деловито сновали по набережной, без устали перетаскивая с места на место ящики, тюки и коробки, и носились между берегом и стоящими на якоре галерами, сжимая в передних лапах длинные весла. И то и дело кто-то из них сгонял с галер небольшие группки рабов, которые были почти что люди, но с огромными ртами, вроде тех купцов, которые вели меновую торговлю в Дайлат-Лине, да только эти несчастные, без тюрбанов, разутые и раздетые, совсем потеряли человеческий облик. Они поднимались на галеры, а за ними шли толпы жабообразных тварей - матросы, лоцманы, гребцы. Человекоподобные существа выполняли самые презренные виды подневольной работы, для которой не требовалась физическая сила - стояли у штурвала, готовили пищу, были посыльными или вели торговлю с жителями Земли и иных планет. Эти существа, должно быть, прекрасно чувствовали себя на Земле ибо, одетые и обутые, в тюрбанах, они почти ничем не отличались от людей и могли смешаться с шумной толпой на рыночных площадях или в лавках, не вызывая ни замешательства, ни недоуменных вопросов.Г. Ф. Лавкрафт «Сомнамбулический поиск неведомого Кадата»

## В Мифах Ктулху
Последователи «Мифов Ктулху» изменили описание Глубоководных Лавкрафта и добавили детали, противоречащие изначальному образу. Некоторые писатели не упоминают культуру Глубоководных и описывают их как диких кровожадных монстров.
Другие названия Глубоководных: Рыболюди, Келпи, Мерроу, Номмо, Морские демоны, Морские люди, Чешуйчатые, Сирены, «Те, что снизу» (англ. Fish Folks, Kelpie, Merrows, Nommo, Sea Demon, Sea People, Scaled Ones, Sirens, Those From Below).
Поселения Глубоководных:
- Г'лл-Ху (англ. G'll-Hoo), недалеко от вулканического острова Суртсей, Исландия, — Брайан Ламли упоминает город в рассказе «Вместе с Суртсеем» (1971)
- Аху-Й'хлоа (англ. Ahu-Y'hloa) возле Корнуолла, — Брайан Ламли упоминает город в повести «Из глубины» (1984)
- Подводные коммуны: Титикака, Каролинские острова, Тонгатупу, Алеудская впадина, юговосточный индийский хребет, Суматра, Кипр, Полинезия, — Брайан Ламли упоминает эти поселения в повести «Из глубины» (1984)
- Я'Дич-Гхо (англ. Ya' Dich-Gho) в стокгольмских шхерах, — Андерс Фагер упоминает город в рассказе «Svenska kulter» (2009)[10]
- Й'лу-Й'лоа (англ. Y'lu-Y'loa) у Британских островов
- К'точ (англ. K'toch) у берегов Северной Европы
- Й'ха-гом-лоа (англ. Y'ha-gom-loa) у берегов Антарктиды
- Ведьмина Дыра (англ. Witch's Hole) в Северном море

### Август Дерлет
Август Дерлет многократно обращался к образу Глубоководных в произведениях, которые он дописал после смерти Лавкрафта. Описание Дерлета заметно отличаются от Лавкрафта, — например, в рассказе «Рыбак с Соколиного мыса» появляются Обитатели моря (англ. Sea-dwellers): они выглядят более антропоморфными, а женские особи имеют длинные волосы. Кроме того, описано превращение в Глубоководного обычного человека (не метиса), причем этот человек сохранил свои основные черты и остался узнаваемым — это сильно противоречит концепции Лавкрафта. В рассказе «Иннсмутская глина» появляются Морские твари (англ. Sea-thing): они похожи на рыб и людей, но имеют весьма необычную окраску — цвета голубой глины. В рассказе «Комната с заколоченными ставнями» появляется новый подвид Глубоководных (англ. Deep Ones) с жабьими чертами: они питаются исключительно рыбой и мясом; способны очень длительное время обходиться без пищи; а при долгом голодании они уменьшаются в размерах (вплоть до совсем крохотных), но при появлении пищи быстро восстанавливают прежние габариты, — это черты нечистой силы. Вероятно, Дерлет позаимствовал идею изменения размера из повести «Сомнамбулический поиск неведомого Кадата». В романе «Затаившийся у порога» Дерлет описывает отношения семей Марш из Иннсмута и Уэйтли из Данвича.

### Брайан Ламли
Брайан Ламли описывает Глубоководных в повести «Из глубины» (1984): сообщается множество новых подробностей об их биологии. В частности, согласно концепции Ламли, они способны скрещиваться не только с людьми, но и с иными биологическими видами, — например с миногами или дельфинами, а также делятся на ряд подвидов. Метисы Глубоководных и людей не всегда превращаются; некоторые почти неотличимы от нормальных людей, однако имеют более грубую на ощупь кожу с огрубевшими порами. Более того, многие люди являются носителями протогенов Глубоководных, которые при определённых условиях могут активироваться. Продолжительность этого процесса сильно различаются у разных людей. Некоторые никогда не завершают трансформацию, в то время как другие, поражённые в утробе матери снам Ктулху, превращаются в чудовищ. Редкому потомству, обладающему способностью к гипнозу, придаётся большой статус в культе Ктулху. Некоторые утверждают, что различия обусловлены происхождением полукровок, причем те, у кого были человеческие матери, — более здоровы и легче интегрируются. Историю Глубоководных описывают «Фрагменты Гхарна».
Глубоководные используют для защиты Шогготов и имеют далеко идущие планы по захвату планеты, чтобы освободить Великих Древних, которых смогли пленить на Земле Старшие боги (концепция Дерлета). Иногда Глубоководные основывают культы среди жителей побережья, которые связались с ними случайно или сбросили в океан таблички со специальными надписями. Иногда метисов похищают и садят под стражу, где их кормят сырой рыбой и таблетками, пока они не обратятся. Деятельность в городах эффективно координируется. Некоторые ученые тайно проводят исследования по клонированию метисов Глубоководных.
Глубоководные также может быть применено к другим водным существам, связанными с Гидрой и Дагоном. Глубоководных все так же похожи на двуногих рыболягушек с чешуёй, выпученными глазами, жабрами, перепончатыми руками и ногами. Эти амфибии бессмертны, они никогда не умирают, кроме как из-за актов насилия. Глубоководные обитают в подводных городах, построенных из камня и украшенных перламутровым покрытием. Некоторые встречи с людьми породили рассказы моряков о русалках и других обитателях океана, таких как морские духи Адаро (англ. Adaro sea-spirits), которых боялись на Соломоновых островах. Полинезия является главным центром поклонения Глубоководным, а другие контакты с ними можно предположить через вавилонские мифы про Оаннес (англ. Oannes) и эзотерические верования догонов с Мали. Дети, рождённые в результате спаривания двух рас во взрослом возрасте начнут превращаться в Глубоководных. Римляне и Меровинги утверждали, что их правящие династии произошли от спаривания людей и морских существ.

### Генри Каттнер
Генри Каттнер и Роберт Блох в рассказе «Зловещий поцелуй» (1937) описывают морских амфибий, которые могут при помощи поцелуя овладеть телом тонущего человека и, таким образом, возвращается на берег уже не тот человек.

### Алан Мур
Алан Мур в серии комиксов «Провиденс» изображает, что все гибриды происходят от женских особей Глубоководного и мужчины-человека. Это мера безопасности, основанная на том факте, что и те, и другие обладают геном ограничения роста своего вида, иначе ребёнок стал бы намного больше. Он похож на лигера, гибрида, рождённого от самца льва и самки тигрицы, которые никогда не перестают расти, пока не достигнут зрелости.

## У других писателей
- Некоторые похожие детали заметны в рассказах «Йохарнет-Лахай» (1916) лорда Дансени, «Хозяин порта» Роберта Чемберса (1906) и «Рыбья голова» Ирвина С. Кобба (1913)
- Август Дерлет «Комната с заколоченными ставнями», «Печать Р'льеха», сборник «След Ктулху» (1952) и другие.
- Генри Каттнер и Роберт Блох «Зловещий поцелуй» (1937)
- Вирджиния Андерсон «Тень над Иннсмутом» (стихотворение) (1942)
- Р. Флави Карсон «Иннсмут — ужасный город у моря» (стихотворение) (1950)
- Энн К. Швадер «После Иннсмута» (стихотворение) (1990)
- Рэмси Кэмпбелл «Комната в замке» (1964)
- Джеймс Уэйд «Темная тень над Иннсмутом» (1969) и «Глубоководные» (1969)
- Брайан Ламли «Вместе с Суртсеем» (1971), «Хаггопиана» (1973), «Колокол Дагона» (1983), «Из глубины» (1984), «Возвращение глубоководных» (1984), «Другие нации, Марш и Марш»
- Ричард Ф. Сирайт «Голова Иннсмута» (1975)
- Генри Дж. Вестер III «Золото Иннсмута» (1986)
- Роджер Джонсон «Custos Sanctorum» (1987)
- Стивен Марк Рейни «Восторг в черном» (1988)
- Брайан Стейблфорд «Наследие Иннсмута» (1992).
- Джеймс Амбуэль «Ужас, который пришел в Иннсмут» (1995)
- Роберт Прайс (в роли Льюиса Теобальда, III) «Переход Садока Аллена» (1995)
- Стэнли К. Сарджент «Живая наживка» (1996)
- Джон Глэсби «Дьявольский риф» (1998)
- Брайан Макнотон «Гибель, пришедшая в Иннсмут» (1999)
- Чарльз Стросс «Дженнифер Морг» (2006)
- Андерс Фагер «Когда смерть пришла на риф Бод», «Артефакт Герра Геринга», «Три недели блаженства», «Svenska kulter» (2009)
- Эдвард Ли «Ужас Иннсвича» (2010)
- Эдвард Моррис «Джихад над Иннсмутом» (2011)
- Брайан Ходж «Такие же глубоководные, как и ты» (2013)
- Эрик С. Браун «13 Монстров» (2013)
- Кристиан Клейвер «Приключение иннсмутского китобоя» (2014)
- Рутанна Эмрис «Наследие Иннсмута» (2015)
- Крис Донахью «Звезда Стамбула» (2019)
- Детвилер и Исинвилл «Песни Фантари»
- Томас и Уиллис «Город в море»
- Росс «Побег из Инсмута»

## Игры
Глубоководные появляются в видеоиграх:
- Call of Cthulhu
- The Sinking City
- Alone in the Dark
- Etrian Odysey 3
- X-COM: Terror From The Deep
- Call of the Sea

В других играх можно встретить похожих амфибий:
- Мурлоки (англ. Murlocks) — один из видов монстров в Warcraft 3 и World of Warcraft. Компания Blizzard не скрывает, что их разработчики вдохновлялись произведениями Лавкрафта.
- Глубоководные (англ. Deep Ones) упоминаются в игре The Elder Scrolls IV: Oblivion, где служат объектом поклонения культа в одном из поселений.
- Утопцы (англ. Drowner) — монстры, которые обитают в воде в серии игр Witcher от польской компании CD Project Red. Внешне они также похожи на водяного, тем не менее, их художественный образ близок к Глубоководным. В игре появляется Дагон.
- Рыболюды (англ. Fishfolk) — один из видов врагов в игре Darkest Dungeon. Внешне напоминают глубоководных, обменивали драгоценные камни на человеческие жертвоприношения, затем вышли из моря и стали нападать на людей. Кроме того, во внутриигровом дневнике описано превращение автора, одного из искателей приключений, в рыбочеловека.
- Куо-тоа (англ. Kuo-toa) — один из видов монстров в различных редакциях Dungeons & Dragons, рыбоподобные гуманоиды, обитающие в морях, в том числе в подземных.
- Глубоководные (в русской локализации — глубинные) — присутствуют в компьютерной онлайн-игре RIFT.
- Амфибии (англ. Fishman) — бывшие жители Рыбацкой деревни в игре Bloodborne: The Old Hunters.

### Настольные игры
В ролевой игре «Зов Ктулху» говорится, что обычаи размножения связаны с тем, что когда подводный город достигает определённых размеров, плодовитость снижается, так как самки начинают поедать своих детей.
Глубоководные вместе с Отцом Дагоном и Матерью Гидрой появляются в настольной игре Fantasy Flight board games: «Unfathomable», где игроки являются пассажирами корабля «Атлантика», направляющегося через Атлантику в Бостон. По пути корабль подвергается нападению Глубоководных, и некоторые игроки будут Гибридами, которые тайно работают с ними, чтобы саботировать корабль и гарантировать, что он не прибудет в пункт назначения в целости и сохранности.